# Arawakina frontalis
Arawakina frontalis är en kackerlacksart som beskrevs av Morgan Hebard 1926. Arawakina frontalis ingår i släktet Arawakina och familjen småkackerlackor. Inga underarter finns listade i Catalogue of Life.